# 음친지
음친지(Mchinji)는 말라위 중부 주 음친지 현의 현도로, 높이는 1,181m, 인구는 25,184명(2008년 기준)이다. 잠비아 국경과 가까운 철도의 종점이며 잠비아 국경에서 약 920km 정도 떨어진 곳에 위치한다. 체와어를 구사하는 인구가 많다.